# Micropholis casiquiarensis
Micropholis casiquiarensis là một loài thực vật thuộc họ Sapotaceae. Loài này có ở Brasil và Venezuela.